# Ernst Robert Rudelt
Ernst Robert Rudelt (* 21. Januar 1860 in Leisnig; † 15. Februar 1935 in Dresden) war ein deutscher konservativer Kommunalpolitiker und Mitglied des Sächsischen Landtages.

## Leben
Der aus einfachen Verhältnissen stammende Rudelt – der Vater war Weber – arbeitete zunächst als Verwaltungsbeamter. 1891 wurde er Gemeindevorsteher von Deuben im Döhlener Becken. Unter seiner Führung wurden in dem Ort wesentliche wirtschaftliche, technologische und gesellschaftliche Fortschritte gemacht: die ersten Haushalte wurden an eine Trinkwasserversorgung angeschlossen. Die Straßen, allen voran die Hauptstraße (heutige Dresdner Straße), wurden befestigt und das Straßennetz um zwei Brücken über die Weißeritz erweitert. Bald eröffneten auch ein Postamt, eine Badeanstalt und ein Krankenhaus im Ort.
Um eine öffentliche Straßenbeleuchtung installieren zu können, gründete Rudelt gemeinsam mit anderen Orten im Weißeritztal einen Gemeindeverband, der schließlich das Elektrizitätswerk für den Plauenschen Grund in Deuben errichtete. Das Kraftwerk bildete weiterhin eine Grundlage für die ab 1902 bis nach Deuben führende Straßenbahnstrecke Plauensche Grundbahn sowie den allgemeinen wirtschaftlichen Aufschwung der Deubener Betriebe durch Zugang zu Elektrizität. Der Gemeindeverband investierte später in die Schaffung von Wasserkraftwerken, das Wasserkraftwerk Rabenauer Grund erhielt Rudelt zu Ehren den Beinamen „Rudeltwerk“.
Von 1897 bis 1909 war Rudelt außerdem Abgeordneter für den 16. Ländlichen Wahlbezirk in der II. Kammer des Sächsischen Landtags. Als das Hochwasser von 1897 große Schäden in Deuben anrichtete, konnte er etwa 1,3 Millionen Mark für den Wiederaufbau organisieren. Am 30. September 1917 endete seine Amtszeit als Bürgermeister Deubens, das wenig später im Jahr 1921 eine der Gründungsgemeinden der Stadt Freital war. Rudelt hatte schon zuvor eine solche Gemeindefusion im Tal vorgeschlagen. Eine Straße in den Freitaler Stadtteilen Niederhäslich und Schweinsdorf ist nach ihm benannt.